# The Light at the Edge of the World
The Light at the Edge of the World és una pel·lícula d'aventura de 1971 dirigida per Kevin Billington i protagonitzada per Kirk Douglas, Yul Brynner, Samantha Eggar i Fernando Rey. És una adaptació del clàssic de Jules Verne del 1905 Le phare du bout du monde (El far de la fi del món).
Va ser rodada principalment al Cap de Creus, Cadaqués, on es va construir un far com a decorat principal. En la seqüència final de la pel·lícula la part superior del far es crema en la lluita dels dos protagonistes. La torre es va mantenir en runes fins al 2006 quan es va realitzar el seu desmantellament per naturalitzar l'espai, ubicat dins del Parc Natural del Cap de Creus.

## Repartiment

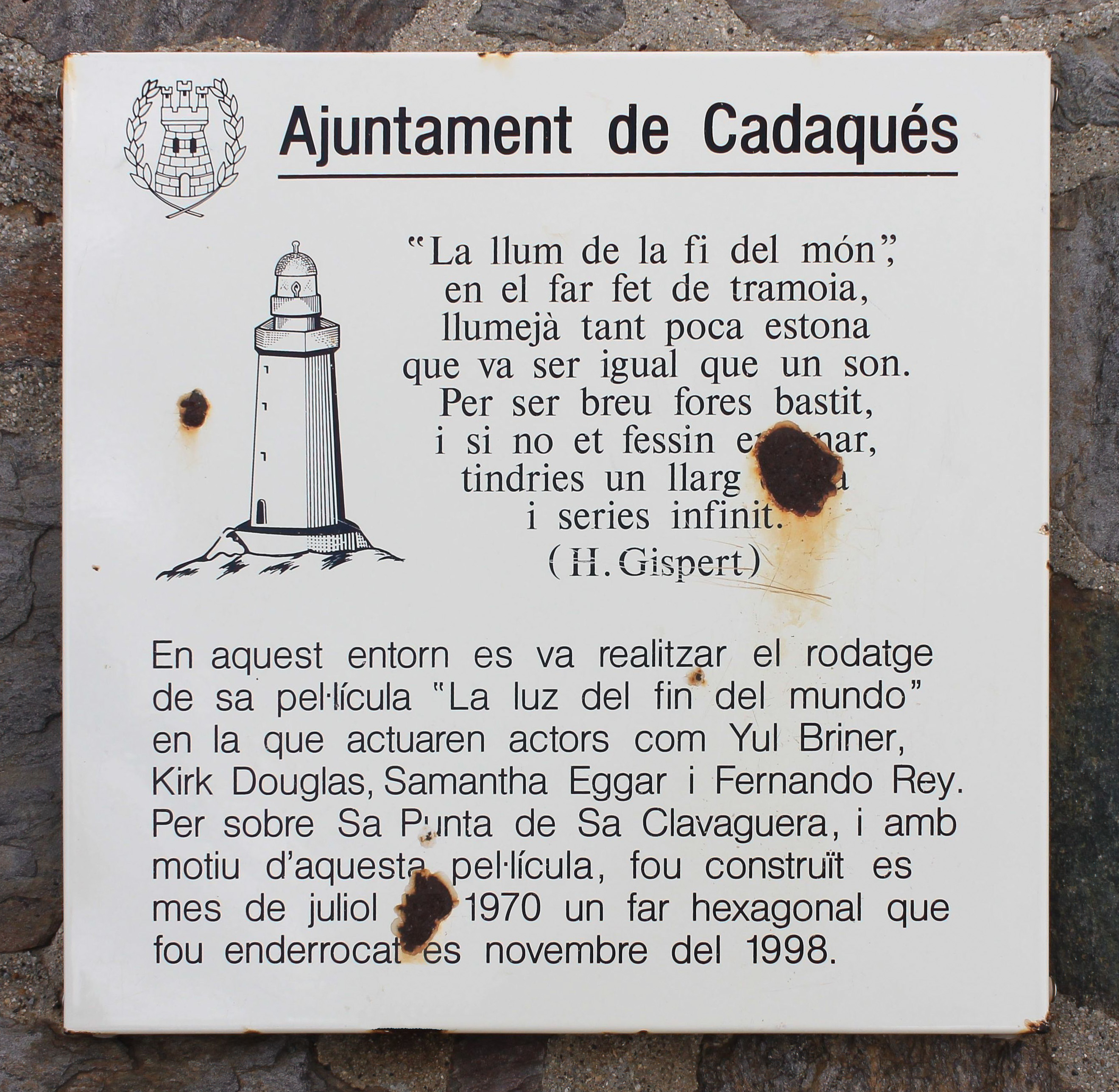
Placa commemorativa del rodatge a Cadaqués

- Kirk Douglas com Will Denton
- Yul Brynner com Jonathan Kongre
- Samantha Eggar com Arabella
- Jean-Claude Drouot com Virgilio
- Fernando Rey com Capità Moriz
- Renato Salvatori com Montefiore
- Massimo Ranieri com Felipe
- Aldo Sambrell com Tarcante
- Tito García com Emilio
- Víctor Israel com Das Mortes